# Aéroport de Fort Resolution
L'Aéroport de Fort Resolution est un aéroport situé dans les Territoires du Nord-Ouest au Canada.